# Motorrad- und Technikmuseum Großschönau

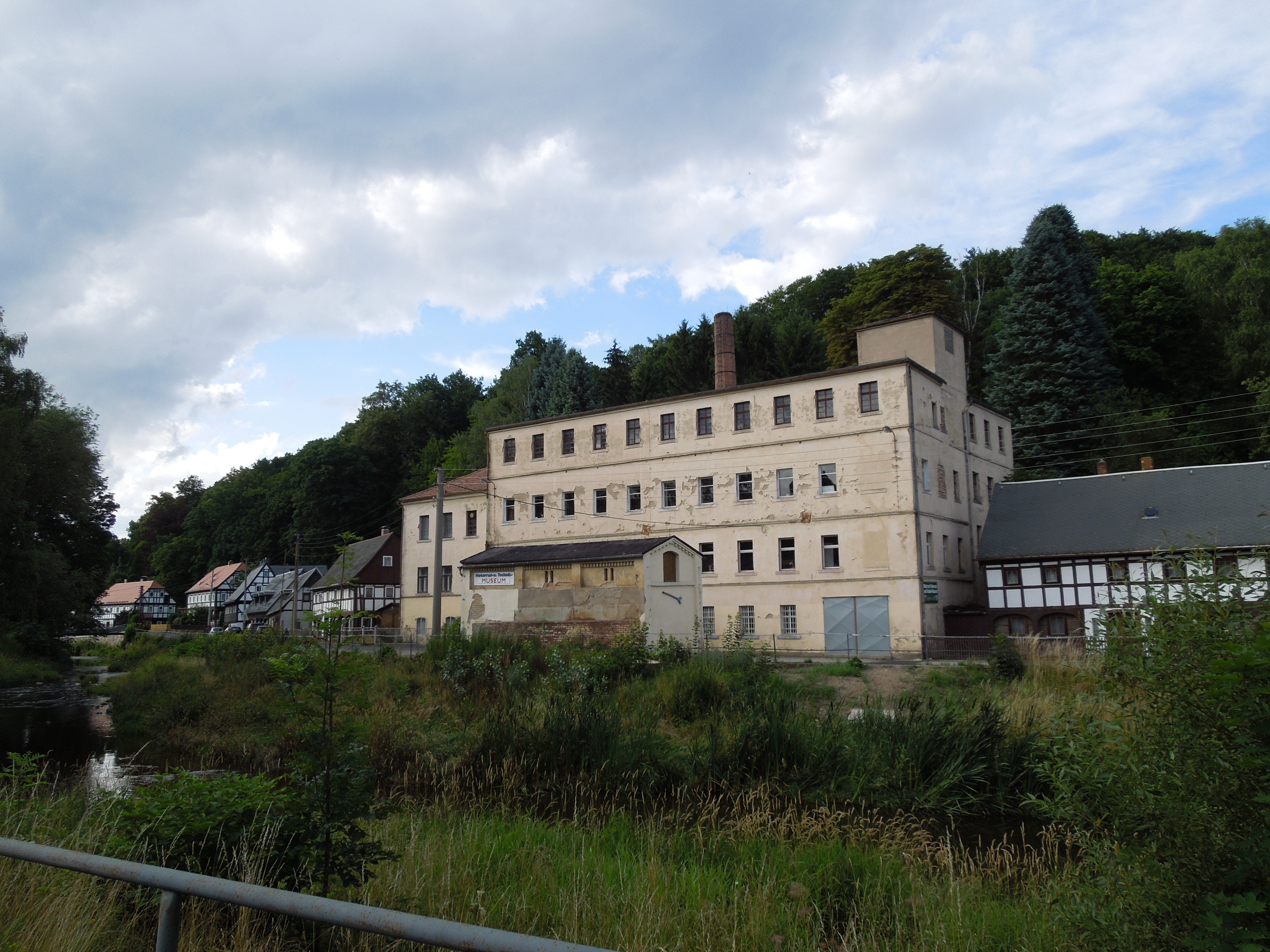
Das alte Gebäude

Das Motorrad- und Technikmuseum Großschönau ist ein Fahrzeugmuseum in Sachsen. Es gibt auch die Schreibweisen Motorradveteranen- und Technik-Museum und Motorrad-Veteranen und Technik-Museum.

## Geschichte
Als Träger des Museums werden sowohl der MC Robur Zittau e. V. als auch die Gemeinde Großschönau genannt. Es wurde am 4. Juli 1992 an der David-Goldberg-Straße eröffnet. Die Ausstellungsfläche betrug etwa 450 Quadratmeter. 2019 erfolgte der Umzug an die Hauptstraße im selben Ort. Das Museum ist im Sommer an den Wochenenden geöffnet.

## Ausstellungsgegenstände
Etliche Exponate wurden in den Robur-Werken im nahen Zittau hergestellt.
Der Schwerpunkt der Ausstellung liegt auf Zweirädern. 70 Motorräder, 10 Mopeds und 10 Fahrräder werden präsentiert. Bekannt sind Fahrzeuge der Marken Wanderer, Megola, Ardie, Heros, Lomos und AWO. Daneben werden etwa 10 Motoren und wenige Autos ausgestellt, darunter wird ein Phänomobil von 1907, sowie ein Adler von 1902. Zu den Ausstellungsstücken gehört auch eine Dampfmaschine, die zudem ein technisches Denkmal ist.

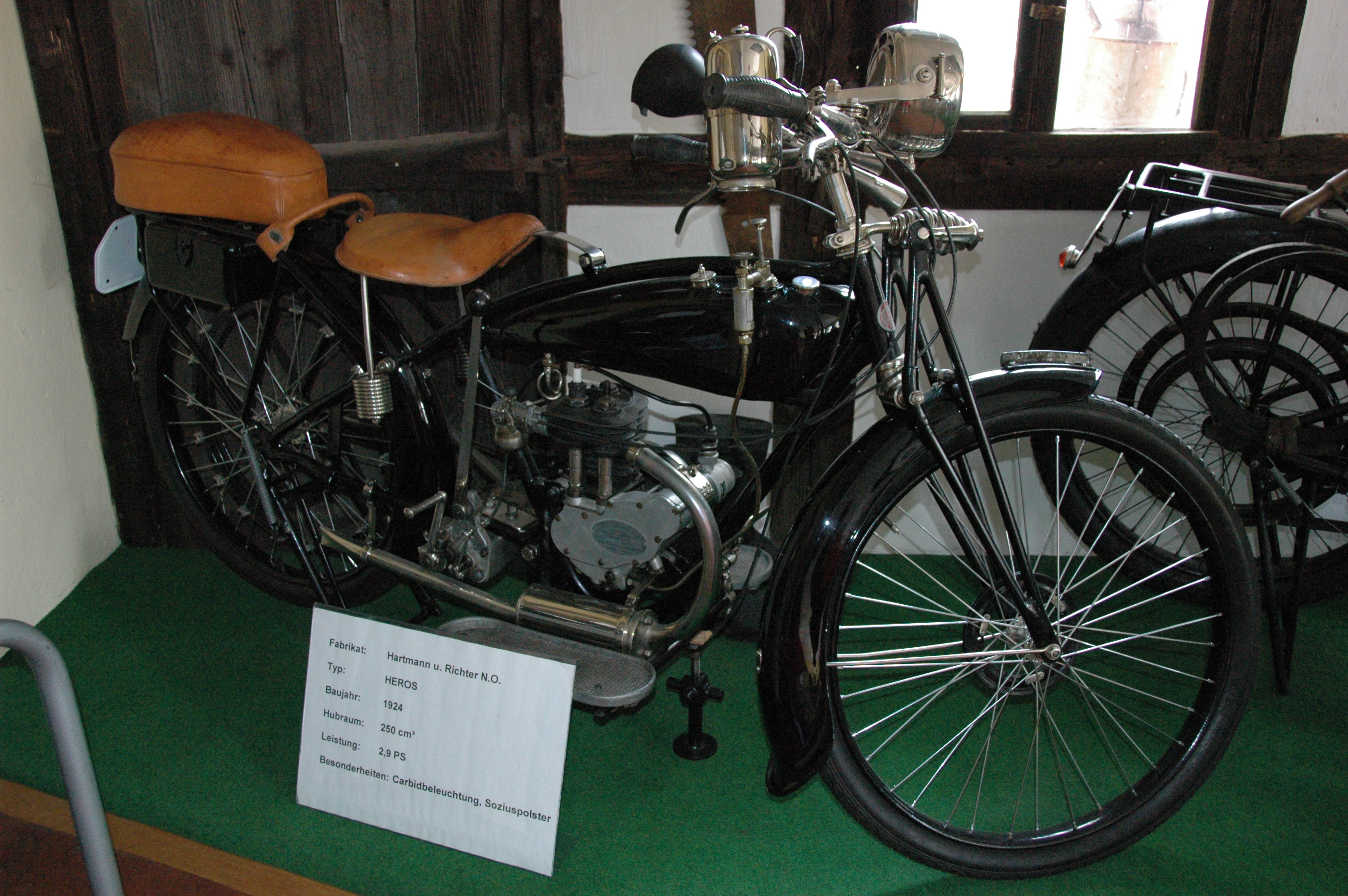
Heros
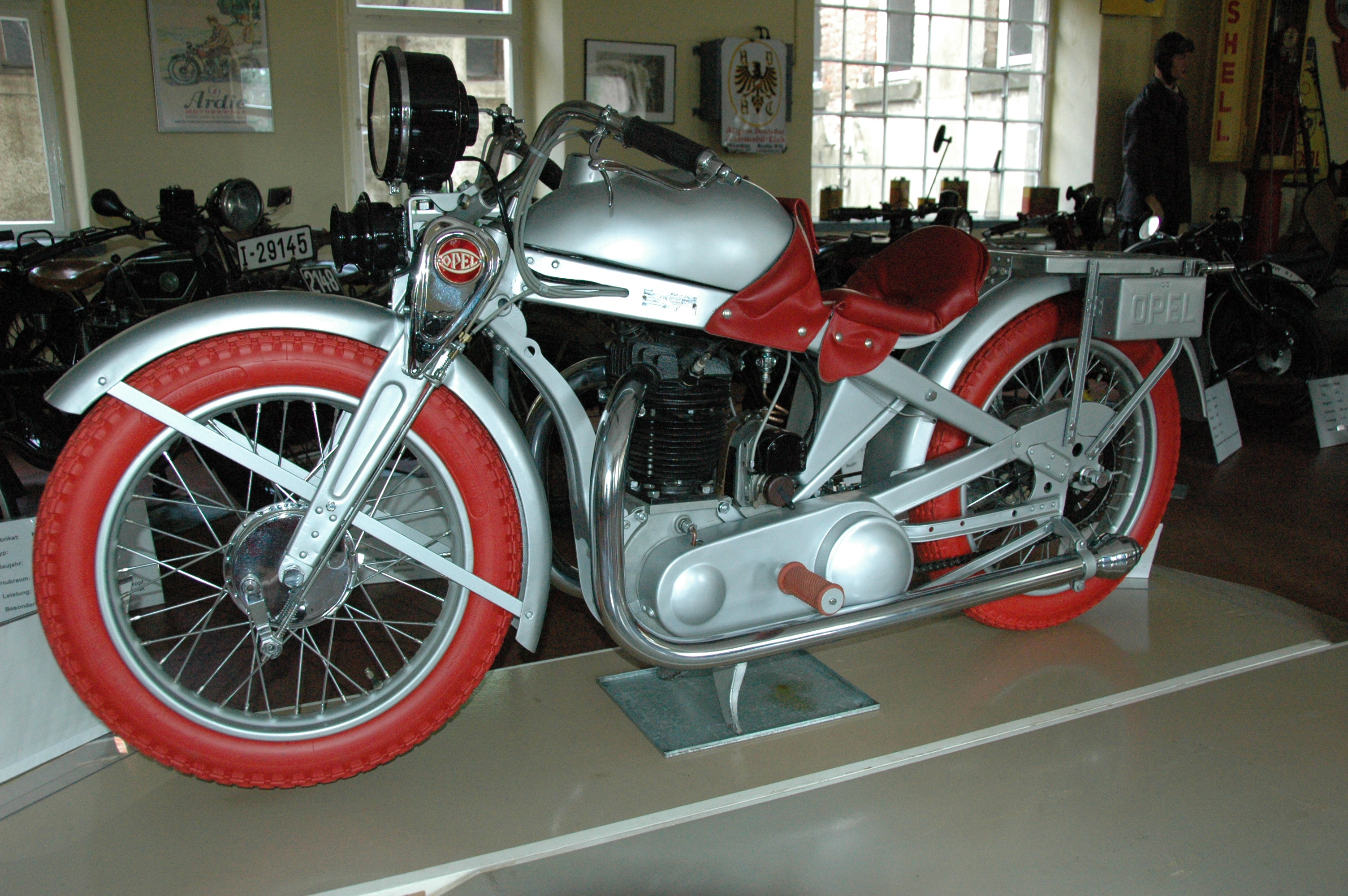
Opel Motoclub
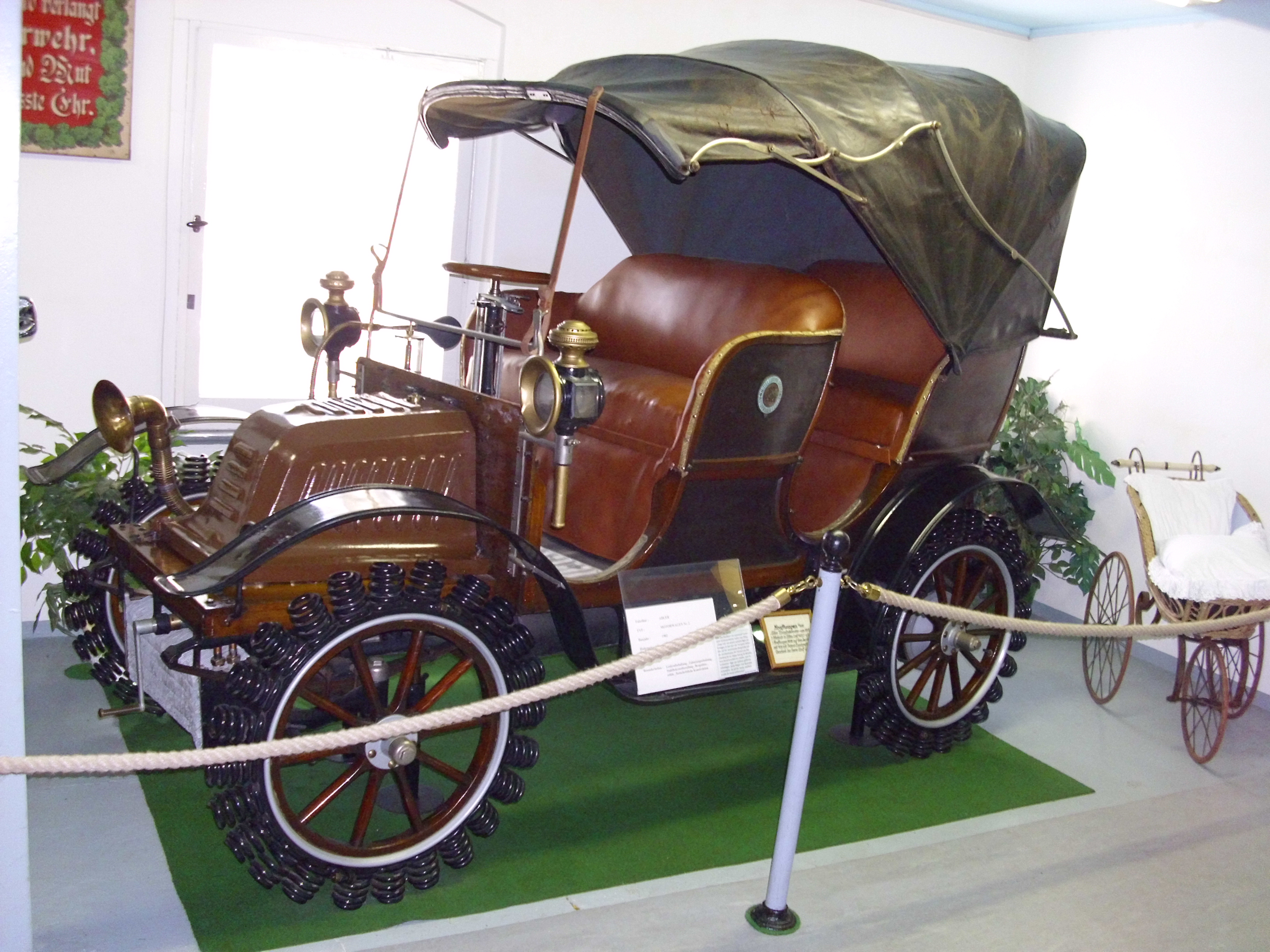
Adler von 1902 mit Federn als Reifenersatz
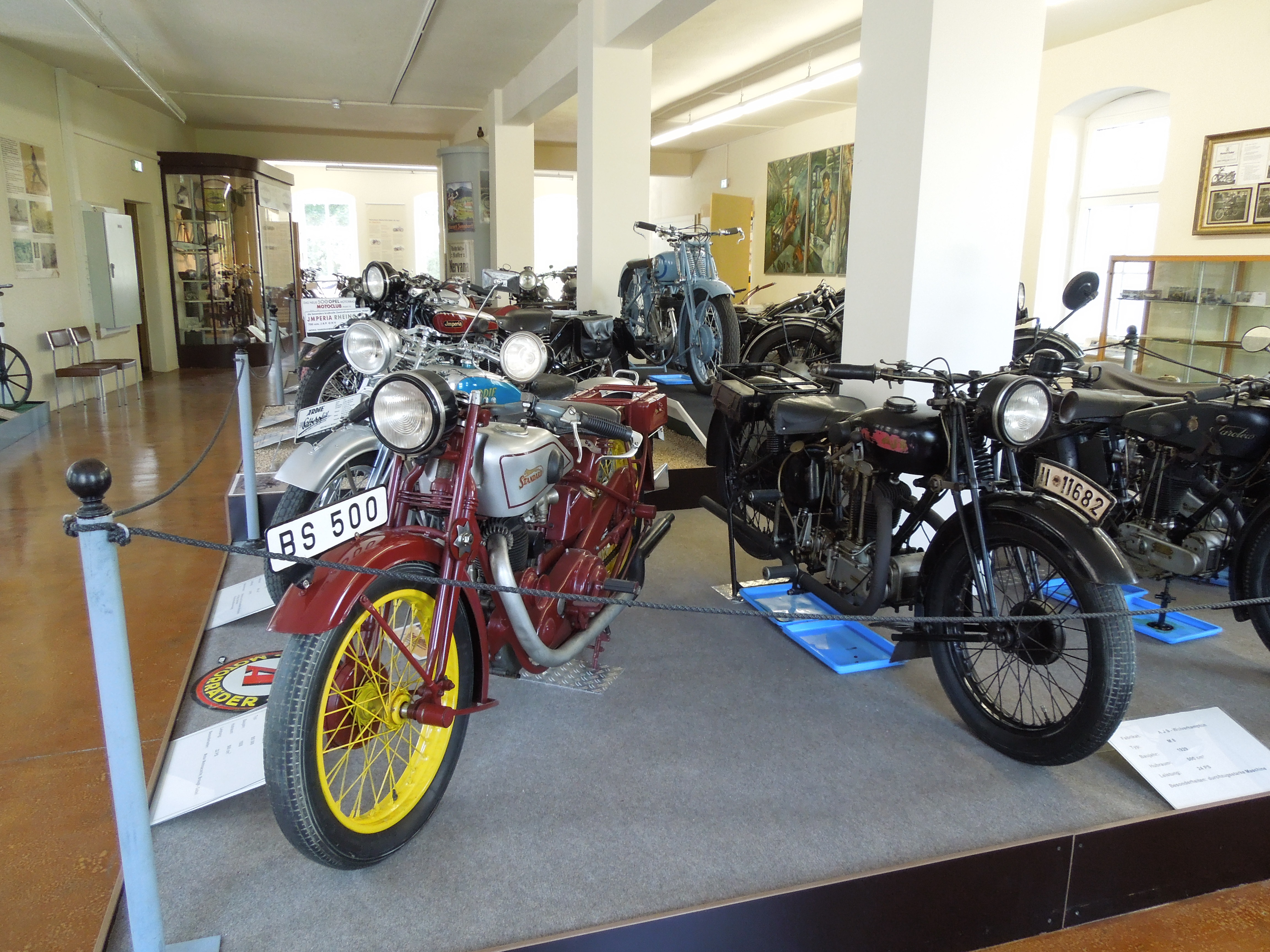
Motorräder